# Turniej 70-lecia Sportu Żużlowego
Turniej 70-lecia Sportu Żużlowego – zawody żużlowe zorganizowane 16 września 2000 roku w Rawiczu z okazji 70-lecia sportu żużlowego w Polsce. Turniej wygrał Sławomir Drabik. Po zawodach rozegrano wyścig o Puchar Burmistrza Rawicza, w którym wygrał Mirosław Kowalik.

## Wyniki
- Rawicz, 16 września 2000
- NCD: Mirosław Kowalik – 63,64 w wyścigu 3
- Sędzia: Włodzimierz Kowalik

| Msc. | Zawodnik             | Klub           | Pkt     |        |  |
| ---- | -------------------- | -------------- | ------- | ------ |  |
| 1    | Sławomir Drabik      | Częstochowa    | 6+2+3   | (3,3)  |  |
| 2    | Mirosław Kowalik     | Toruń          | 4+3+3+2 | (3,1)  |  |
| 3    | Piotr Protasiewicz   | Bydgoszcz      | 2+3+2+1 | (d2,2) |  |
| 4    | Sebastian Ułamek     | Gdańsk         | 6+3+wu2 | (3,3)  |  |
| 5    | Damian Baliński      | Leszno         | 5+1+3   | (3,2)  |  |
| 6    | Dariusz Śledź        | Wrocław        | 3+0+2   | (3,0)  |  |
| 7    | Piotr Dym            | Rawicz         | 4+0+1   | (1,3)  |  |
| 8    | Andrzej Huszcza      | Zielona Góra   | 4+1+d4  | (3,1)  |  |
| 9    | Robert Przygódzki    | Kraków         | 2+2     | (0,2)  |  |
| 9    | Jarosław Łukaszewski | Łódź           | 4+1     | (2,2)  |  |
| 11   | Jerzy Mordel         | Lublin         | 3+1     | (2,1)  |  |
| 11   | Piotr Markuszewski   | Grudziądz      | 3+1     | (2,1)  |  |
| 13   | Krzysztof Jabłoński  | Gniezno        | 3+0     | (2,1)  |  |
| 13   | Karol Malecha        | Ostrów Wlkp.   | 2+0     | (d2,2) |  |
| 15   | Ryszard Franczyszyn  | Warszawa       | 1       | (1,0)  |  |
| 15   | Tomasz Kruk          | Rawicz         | 1       | (1,0)  |  |
| 15   | Krzysztof Bas        | Świętochłowice | 1       | (1,0)  |  |
| 18   | Robert Wardzała      | Tarnów         | 0       | (0,0)  |  |

Bieg po biegu
1. [64,07] Baliński, Mordel, Kruk, Malecha (d2)
2. [63,79] Śledź, Jabłoński, Bas, Przygódzki
3. [63,64] Kowalik, Łukaszewski, Dym, Wardzała
4. [64,03] Drabik, Baliński, Franczyszyn, Kruk
5. [63,72] Ułamek, Markuszewski, Jabłoński, Śledź
6. [64,43] Huszcza, Łukaszewski, Kowalik, Protasiewicz (d2)
7. [64,91] Drabik, Malecha, Mordel, Franczyszyn
8. [65,22] Ułamek, Przygódzki, Markuszewski, Bas
9. [64,42] Dym, Protasiewicz, Huszcza, Wardzała

### Baraże
1. [64,42] Kowalik, Przygódzki, Mordel, Jabłoński
2. [64,74] Protasiewicz, Łukaszewski, Markuszewski, Malecha

Kolejność po wyścigach eilimacyjnych
| Zawodnik            | Biegi   | Punkty  | Zawodnik            | Biegi   | Punkty  | Zawodnik             | Biegi   | Punkty  |
| ------------------- | ------- | ------- | ------------------- | ------- | ------- | -------------------- | ------- | ------- |
| Grupa A             | Grupa A | Grupa A | Grupa B             | Grupa B | Grupa B | Grupa C              | Grupa C | Grupa C |
| Sławomir Drabik     | (3,3)   | 6       | Sebastian Ułamek    | (3,3)   | 6       | Piotr Dym            | (1,3)   | 4       |
| Damian Baliński     | (3,2)   | 5       | Dariusz Śledź       | (3,0)   | 3       | Andrzej Huszcza      | (3,1)   | 4       |
| Jerzy Mordel        | (2,1)   | 3       | Piotr Markuszewski  | (2,1)   | 3       | Mirosław Kowalik     | (3,1)   | 4       |
| Karol Malecha       | (d2,2)  | 2       | Krzysztof Jabłoński | (2,1)   | 3       | Jarosław Łukaszewski | (2,2)   | 4       |
| Ryszard Franczyszyn | (1,0)   | 1       | Robert Przygódzki   | (0,2)   | 2       | Piotr Protasiewicz   | (d2,2)  | 2       |
| Tomasz Kruk         | (1,0)   | 1       | Krzysztof Bas       | (1,0)   | 1       | Robert Wardzała      | (0,0)   | 0       |

### Półfinały
1. [63,79] Kowalik, Drabik, Huszcza, Śledź
2. [64,68] Ułamek, Protasiewicz, Baliński, Dym

### Finał pocieszenia
1. [65,31] Baliński, Śledź, Dym, Huszcza (d4)

### Finał
1. [64,22] Drabik, Kowalik, Protasiewicz, Ułamek (wu2)

### Puchar Burmistrza Rawicza
1. [64,61] Kowalik, Drabik, Protasiewicz, Dym